# Мошница (Минская область)
Мошни́ца (бел. Машні́ца) — деревня в составе Демидовичского сельсовета Дзержинского района Минской области Беларуси. 

## География
Деревня расположена в 14 километрах от Дзержинска, 45 километрах от Минска и 15 километрах от железнодорожной станции Койданово.

### Гидрография
Река Усса.

## История
Деревня известна со второй половины XVI века в составе Минского воеводства Великого княжества Литовского. В 1588 году в селе насчитывалось 14 дымов, находилось в составе имения Койданово, было 24 волоки земли, находилось во владении Радзивиллов. После второго раздела Речи Посполитой в 1793 году — деревня находится в составе Российской империи. В 1800 году в деревне насчитывается 25 дворов, проживают 126 жителей, владение князя Доминика Радзивилла. В 1831 году деревня была конфискована в пользу казны. Позже принадлежала помещикам Хроповицким, Забелу, Матусевичу и другим.
Во второй половине XIX — начале XX века деревня находилась в составе Койдановской волости Минского уезда Минской губернии, в составе Каверлянской сельской общины. В 1897 году (по данным переписи населения) в деревне насчитывается 35 дворов, проживают 208 жителей, также действовал хлебозапасный магазин. Вблизи от деревни находилось одноимённое имение, в котором проживали 30 жителей. В 1889 году в Мошнице была открыта школа грамоты, в которой в 1890 году обучалось 15 детей. В 1916 году школа грамоты была преобразована в одноклассное народное училище. В 1917 году в деревне насчитывается 56 дворов, 324 жителя.
С 20 августа 1924 года деревня в составе Новосадского сельсовета Койдановского района Минского округа, который с 23 марта 1932 году до 14 мая 1936 года являлся польским национальным с/с, с 29 июня 1932 года Койдановский район стал именоваться Дзержинским. 31 июля 1937 года Дзержинский польский национальный район был упразднён, территория сельсовета передана в состав Заславского района. С 20 февраля 1938 года деревня в составе Минской области, с 4 февраля 1939 года в составе восстановленного Дзержинского района. В 1926 году (по данным переписи) в Мошнице насчитывалось 75 дворов, проживали 354 жителя. В годы коллективизации был организован колхоз «Пролетарий».
В Великую Отечественную войну с 28 июня 1941 года по 6 июля 1944 года деревня находилась под немецко-фашистской оккупацией. На фронтах войны погибли 20 жителей деревни Мошница.
С 16 июля 1954 году деревня в составе Вертниковского сельсовета, с 8 апреля 1957 года — в составе Демидовичского сельсовета. В 1960 году в деревне проживали 310 жителей. По состоянию на 2009 год деревня в составе УП «Демидовичи».

## Население
| Численность населения (по годам) | Численность населения (по годам) | Численность населения (по годам) | Численность населения (по годам) | Численность населения (по годам) | Численность населения (по годам) | Численность населения (по годам) | Численность населения (по годам) | Численность населения (по годам) |
| 1800                             | 1897                             | 1909                             | 1917                             | 1926                             | 1960                             | 1997                             | 1999                             | 2004                             |
| -------------------------------- | -------------------------------- | -------------------------------- | -------------------------------- | -------------------------------- | -------------------------------- | -------------------------------- | -------------------------------- | -------------------------------- |
| 126                              | ↗208                             | ↗258                             | ↗324                             | ↗354                             | ↘310                             | ↘98                              | ↘85                              | ↘71                              |
| 2009                             | 2017                             | 2018                             | 2020                             | 2022                             |                                  |                                  |                                  |                                  |
| ↘48                              | ↘32                              | ↗36                              | ↘32                              | ↘31                              |                                  |                                  |                                  |                                  |

## Улицы
В настоящее время (на начало 2020 года) в деревне Мошница насчитывается две улицы: Центральная (бел. Цэнтральная вуліца) и Зелёная (бел. Зялёная вуліца).